# Спотсвуд (Нью-Джерсі)
Спотсвуд (англ. Spotswood) — місто (англ. borough) в США, в окрузі Міддлсекс штату Нью-Джерсі. Населення — 8163 особи (2020).

## Географія
Спотсвуд розташований за координатами 40°23′44″ пн. ш. 74°23′24″ зх. д. / 40.39556° пн. ш. 74.39000° зх. д. (40.395687, -74.390089).  За даними Бюро перепису населення США в 2010 році місто мало площу 6,40 км², з яких 5,87 км² — суходіл та 0,53 км² — водойми.

## Демографія
Згідно з переписом 2010 року, у селищі мешкало 8257 осіб у 3128 домогосподарствах у складі 2143 родин. Було 3242 помешкання
Расовий склад населення:
| - 88,6 % — білих - 5,1 % — азіатів - 3,0 % — чорних або афроамериканців - 0,1 % — корінних американців - 1,3 % — осіб інших рас |

До двох чи більше рас належало 1,9 %. Частка іспаномовних становила 8,3 % від усіх жителів.
За віковим діапазоном населення розподілялося таким чином: 21,1 % — особи молодші 18 років, 60,0 % — особи у віці 18—64 років, 18,9 % — особи у віці 65 років та старші. Медіана віку мешканця становила 43,5 року. На 100 осіб жіночої статі у селищі припадало 91,7 чоловіків;  на 100 жінок у віці від 18 років та старших — 86,1 чоловіків також старших 18 років.
Середній дохід на одне домашнє господарство  становив 85 094 долари США (медіана — 74 696), а середній дохід на одну сім'ю — 105 059 доларів (медіана — 93 971). Медіана доходів становила 63 139 доларів для чоловіків та 50 396 доларів для жінок. За межею бідності перебувало 5,8 % осіб, у тому числі 5,4 % дітей у віці до 18 років та 12,3 % осіб у віці 65 років та старших.
Цивільне працевлаштоване населення становило 4090 осіб. Основні галузі зайнятості: освіта, охорона здоров'я та соціальна допомога — 24,1 %, науковці, спеціалісти, менеджери — 10,3 %, виробництво — 9,6 %.